# Naamankajärvi
Naamankajärvi är en sjö i Finland. Den ligger i kommunen Kuusamo i landskapet Norra Österbotten, i den nordöstra delen av landet, 700 km norr om huvudstaden Helsingfors. Naamankajärvi ligger 255,2 meter över havet. Den är 11 meter djup. Arean är 7,57 kvadratkilometer och strandlinjen är 53,03 kilometer lång. Sjön  ingår i Ijo älvs huvudavrinningsområde.   Den sträcker sig 3,6 kilometer i nord-sydlig riktning, och 11,9 kilometer i öst-västlig riktning.
I övrigt finns följande i Naamankajärvi:
- Laukunsaari (en ö)
- Hermanninsaari (en ö)
- Kaivossaari (en ö)
- Rytipölläs (en ö)
- Sonnisaari (en ö)

I övrigt finns följande vid Naamankajärvi:
- Kovajärvi (en sjö)
- Lusminki (en sjö)
- Valkeinen (en sjö)